# Goomba
Goomba egy kicsi, gonosz, gombaszerű teremtmény a Super Mario videójátékban. (A neve nagyon hasonlít a magyarból jól ismert gomba szóra, egyébként a japán Kuribō szóból származik, amely gesztenyét jelent, a gomba szóhoz hasonlósága teljesen véletlen). Az első számú, és a Mario játékokban az egyik leggyakrabban előforduló ellenség a Koopa Troopák, Lakituk és Piranha Plants-ok mellett. Az első megjelenése a SMB-ban volt, azóta szinte az egyik legközismertebb szereplője lett a Marios játékoknak. A Super Mario RPG: Legend of the Seven Stars-ban látható lesz, hogy mily alacsony szinten vannak Bowser hadseregében és szintén ez mutatkozik meg a Paper Mario: The Thousand Year Doorban, ahol a ranglétra legeslegalsó szintjén állnak, vagyis az alárendeltek alárendeltjei. A Paper Marioban a Goombák már jobban előtérbe kerülhettek, sőt, Marionak még szövetségesei is akadtak köztük.

## Jellemvonások
A Goomba fejének a formája egy kissé a susulyka gomba kalapjára, vagy inkább a mogyoróra emlékeztet. Színe általában gesztenyebarna vagy néha piros. Vastag szemöldökük és két kiálló agyarszerű szemfoguk van. Barátságtalanok, ahogy ezt az arcukról is le lehet olvasni.
Egy legenda úgy tartja, hogy valaha ők is boldog lakosai voltak a Gomba-királyságnak. Ugyanúgy néztek ki, mint a kis Toadok, a Gomba-királyság népe, de egy napon aztán elárulták a szülőföldjüket, és átálltak a Koopa-birodalom oldalára. Árulásuk következményeképp szörnyű átok sújtotta őket és így kapták meg a mostani alakjukat. A Goombák mindig is kollektív alfajként éltek együtt a Toadokkal. A Goomba úgy képes megtámadni Mariot vagy bárki mást, hogy teljes erővel nekiront, vagy épp megharapja az adott személyt. Mindezen túl az egyik leggyengébb ellenségek közé tartozik. Könnyedén le lehet őket győzni, ha valaki a fejére ugrik.

## Fajtáik
Léteznek másfajta változatai is, amelyek már néhol erősebbek is. Ezek közül az egyik a Paragoomba. Ez egy fehér szárnyakkal rendelkező Goomba, mely képes repülni vagy ugrálni. A barnán kívül léteznek piros színű változatai is. Míg a barna képes hosszan repülni a levegőben, addig a piros csak ügyetlen módon ugrálgatni. A másik verzió a Microgoomba. Ezek kis élősködő miniatűr Goombák, akik rátapadnak a játékosra, jelentősen lelassítván így az illetőt. A Microgoombákat gyakran szórják szét a barna színű Paragoombák.
Gyakran bújnak meg téglák vagy dobozok alatt, melyeket képesek megemelni, és így akár ugrálni is vele, jelentős sérüléseket okozva ezzel másoknak. E két Goombafajt a SMB 3-ban lehet először látni. A Microgoombákkal később, a New SMB-ban is lehet találkozni, melyek leggyakrabban csak a mini Mario által megközelíthető helyeken fordulnak elő.
Viselkedésük az átlag méretű Goombákéval azonos. Létezik egy erősebb verziója is, mely Gloomba néven ismeretes. Ez egy morcos kék színű Goomba, a felszín alatti barlangrendszerekben, vagy üregekben élnek. Kék színüket a napfény hiánya, és az örökös sötétség okozza. Legelőször a SMB-ban láthatóak a földalatti pályákon. Paper Mario: The Thousand-Year Door, és a Super Paper Mario-ban is láthatóak lesznek. A Spiny Goombák tulajdonképp egyszerű Gloombák, csupán egy szeg van a fejükön. A Paragloombák szintén a Gloombákhoz tartoznak, csupán ezek a Paragoombákhoz hasonlóan szárnyakkal rendelkeznek. Az utóbbi két Gloomba a Paper Mario: The Thousand-Year Door-ban volt látható.
Létezik egy Galoomba című változat is, ami először Super Mario World-ben jelent meg. Bár maga a játék kezdetben Goomba néven hivatkozott rá, később kiderült hogy egy alfajról van szó. A Galoomba teste az átlag Goombáétól eltérően jóval keményebb, ezért nem lehet összetaposni, legfeljebb csak rugdosni, vagy egymáshoz dobni őket. Mivel a Galoombák alakja nagyon hasonlít a gesztenyére – mintsem a gombára –, ezért sokan kételkednek a Goombákkal való rokonságban.

## Megjelenések
A Goombák debütáltak az első ellenségként a SMB-ban. Itt gyakran jelentek meg kettő vagy három tagból álló csoportokban, ahol Marionak vigyázni kellett, nehogy megsebesítsék az egymáshoz közel álló Goombák, ugyanakkor ritmusosan végig tudott ugrálni az egymás mellett lévő Goombák fején, úgy, hogy egyszer se érintse a földet. Ebben a Super Marios játékban lehet először tapasztalni az „ütközés-érzékeltetést”. (Amikor egy Goomba találkozik egy másik Goombával, akadállyal vagy Mario valamelyik ellenségével, elsétál a szemben lévő irányba. Az ütközés-érzékeltetéssel tehát képesek lesznek a karakterek reagálni, ha valami az útjukat állja. Ez az ütközésreakció későbbi Mario játékokban is megnyilvánul).
Az SMB 3 mutatta be először a Paragoombát és a Kuribo Shoe Goombát, ami tulajdonképp egy Goomba egy nagy zöld cipőben (amely szintén látható a SM Advance 4: SMB 3-ban). A Super Mario Land-ben (Game Boy) az eredeti SMB-ból ismert verzióban láthatjuk.
A Super Mario World-ben a Goombák megjelenése különbözik a megszokottól. Itt a fejet erősen lekerekítették, a törzs hiányzik, a lábak a fejből állnak ki, valamint nem lehet őket agyontaposni, csak rugdosni, mint egy labdát. Szerencsére a Super Mario Land 2:6 Golden Coins játékban a készítők maradtak az eredeti Goomba alakjánál. Látható továbbá még a Mario Party Advance és a SM world 2: Yoshi’s Island játékokban.
Első 3D-s megjelenése a SM 64-ben volt. Itt már változik a viselkedésük is, amint meglátják Mariot, ugrálni kezdenek, és megpróbálnak nekirontani. Ezt a SM 64 DS-ben már tovább csiszolták. A Goombák itt már több intelligenciával rendelkeznek és sokkal agresszívebbek is, így képesek Mario, vagy épp az adott személy irányába futni, és rátapadni. Látható még továbbá a New Super Mario Bros.-ban, a Super Princess Peach-ben és a Super Mario RPG játékokban, melyek: a Super Mario RPG: Legend of the Seven Stars, a Mario & Luigi: Superstar Saga és a Mario & Luigi: Partners in Time. Dekoratív vagy mellékszereplőként, játszható karakterként vagy esetleg épp csak kisebb akadályokként jelent meg a Super Smash Bros., Super Smash Bros. Melee, Mario Kart: Double Dash!!, Mario Kart DS, Mario Kart Wii, Mario Superstar Baseball, Mario Super Sluggers játékokban valamint a Mario Party sorozatban.

## Érdekességek
Bár a Goombákat sokan Bowser tizedrangú szolgáikként, esetekben rosszindulatú, gonosz bajkeverőként ismerik, léteznek olyan egyedeik is, akik békében élnek a Toad-okkal a Gombakirályságban és ők maguk is jó szándékúak. A Paper Mario-ban például Mario látogatást tesz a Goombák falujában, összeismerkedik egy kedves Goomba családdal akik segítenek rajta, miután sebesülten rátalálnak az erdőben. Ezután Mario barátja és segítőtársa lesz a továbbiakban a Goomba család legidősebb fia, Goombario (aki egyébként személyes rajongója Marionak és Luiginek). A Paper Mario: The Thousand-Year Door-ban szintén Mario segítőtársa és barátja lesz az egyikük, Goombella, a fiatal egyetemista régésztanhallgató Goomba lány, továbbá az ő idős tanára, Professor Frankly, aki útmutatásaival segíti Mariót a Kristály Csillagok felkutatásában.

Érdemes még megemlíteni hogy – bár nem mindegyikük – de a legtöbbjük korlátozottan rendelkezik bizonyos "telekinetikus képességekkel" amivel képesek tárgyakat megragadni – lévén nem rendelkeznek mellső végtagokkal. Pl. a Mario Super Sluggers-ben vagy a Mario Superstar Baseball-ban – ahol egyébként játszható karakterként jelenik meg – képes kezek nélkül használni (telekinetikusan lebegtetve maga mellett) a baseball ütőt. Ugyanez a képesség megfigyelhető még a Super Princess Peach-ben, a Super Mario Party-ban vagy a Paper Mario játékokban. (Azt viszont sajnos nem tudni, hogy ezen képességük tovább fejleszthető-e).